# Donauwalzer (1984)
Donauwalzer ist ein Melodram des Regisseurs Xaver Schwarzenberger aus dem Jahr 1984.

## Handlung
Die junge Ungarin Judith (Christiane Hörbiger) und ihr Freund Taddek (Hans-Michael Rehberg) versuchen, nach dem Fehlschlag der ungarischen Revolution im Jahre 1956 in den Westen zu fliehen. Die junge Frau gelangt nach Österreich, der Mann kommt um die Freiheit und, wie man annehmen kann, auch um sein Leben. Zwanzig Jahre später führt Judith in einer österreichischen Kleinstadt als Lehrerin ein behagliches Leben. Zusammen mit der Haushälterin Tetta (Jane Tilden) und ihrem Schwiegervater (Hugo Gottschlich) lebt sie in einem großen, bürgerlichen Haus. Plötzlich und völlig unerwartet taucht der totgeglaubte Taddek wieder auf und fordert jene Liebe, die das Schicksal und Judith ihm schuldig geblieben sind. Unaufgeklärtes und Unausgesprochenes schaffen einen unauflösbaren Konflikt.

## Kritiken
„Die Wiederkehr eines Totgeglaubten, der verspätete Liebesansprüche an seine ehemalige Geliebte stellt, enthüllt Betrug und Verrat und löst einen tragischen, tödlich endenden Konflikt aus.“

## Auszeichnungen
Locarno (1984, Großer Preis der Jury, Bronzener Leopard)